# Kintpuash
Pour les articles homonymes, voir Captain Jack (homonymie).
Kintpuash, plus connu aux États-Unis sous le nom de Captain Jack (vers 1837-1873), était le chef d'une tribu amérindienne de la Californie et de l'Oregon, les Modocs. En 1865, alors que sa tribu a été forcée de quitter ses terres ancestrales face à la colonisation des blancs et de cohabiter dans une réserve avec une tribu hostile, les Klamaths, il organise le retour des Modocs dans la région du lac Tule à la frontière entre l'Oregon et la Californie, avant d'en être à nouveau expulsé par l'armée américaine en 1869. Pendant la guerre des Modocs en 1872 et 1873, il dirige une bande de 180 guerriers. En avril 1873, il prend la décision de tuer lors d'une négociation le général Edward Canby, pensant à tort que cela inciterait l'armée américaine à se retirer. Il a été exécuté par pendaison le 3 octobre 1873 à Fort Klamath, Oregon.